# Коростки

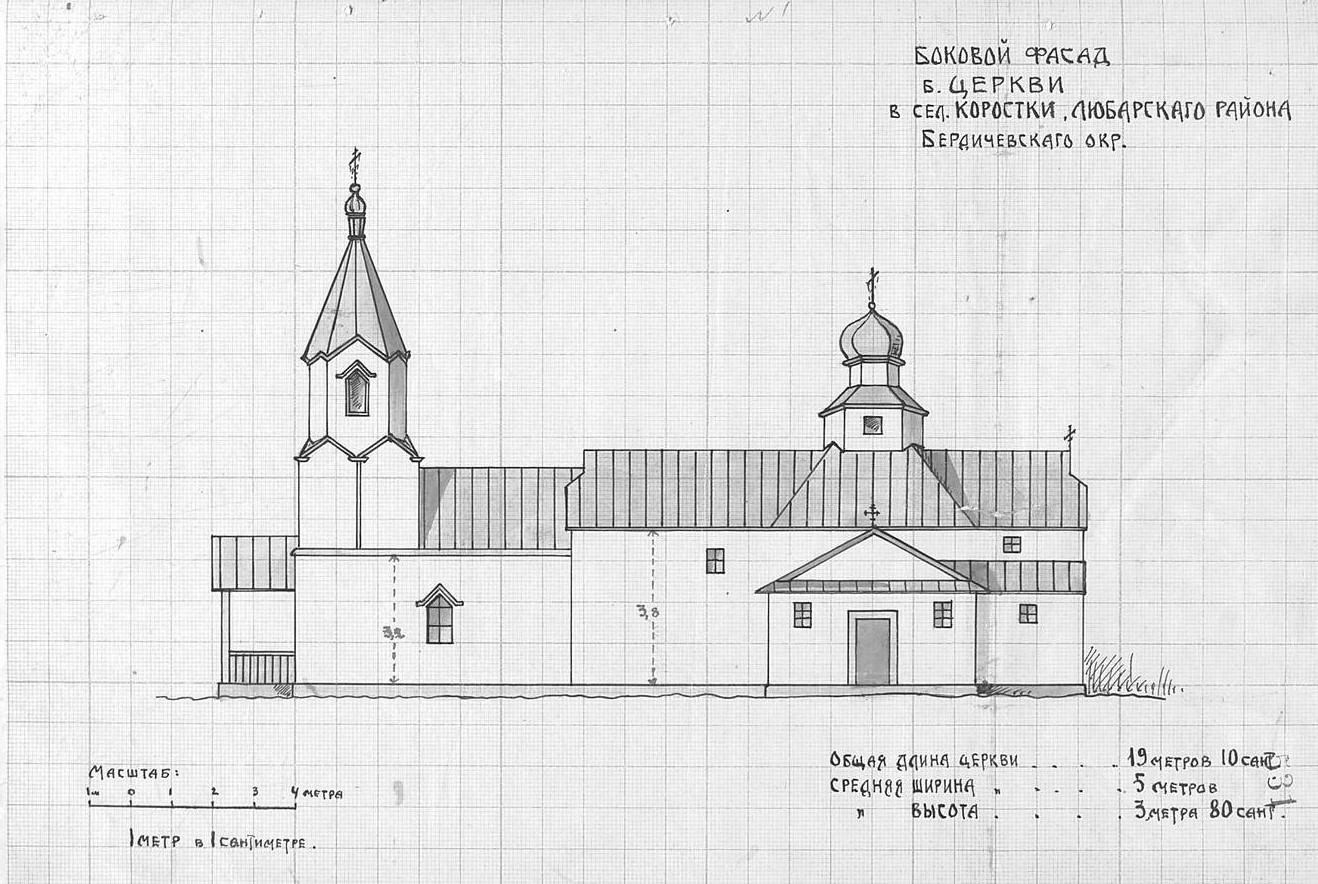
с. Коростка Любарський рн. ЦДАВО ф.5.оп.2.спр.962.ст.531

Ко́ростки — село в Україні, у Житомирському районі Житомирської області. Входить до складу Любарської селищної громади. Населення становить 657 осіб.

## Географія
В селі у Случ впадає річка Руда яка розпочинається з с. Липно протікає меліоративним каналом. Назва «Руда» ймовірно пов'язана з вмістом окису заліза який придає характерне забарвлення воді.

## Історія
У 1906 році село Новочарторійської волості Новоград-Волинського повіту Волинської губернії. Відстань від повітового міста 75 верст, від волості 6. Дворів 171, мешканців 1028.
Колишній орган місцевого самоврядування — Коростківська сільська рада.

## Населення

### Мова
Розподіл населення за рідною мовою за даними перепису 2001 року:
| Мова       | Кількість | Відсоток |
| ---------- | --------- | -------- |
| українська | 653       | 99.4%    |
| російська  | 2         | 0.3%     |
| білоруська | 2         | 0.3%     |
| Усього     | 657       | 100%     |